# Kelaginanaikaradahalli, Dod Ballapur
Kelaginanaikaradahalli là một làng thuộc tehsil Dod Ballapur, huyện Bangalore Rural, bang Karnataka, Ấn Độ.